# Takeji Tomita
Takeji Tomita (født 3. februar 1942) er en japansk 7. dan aikido underviser der har boet i Sverige siden 1969.
Han blev født i byen Hamamatsu i Shizuoka-præfekturet. Han begyndte at træne aikido på universitetet i 1961, fortsatte året efter til Aikikai Honbu-dojo i Tokyo, og blev så uchi-deshi under Morihei Ueshiba i Iwama. Et halvt år efter Morihei Ueshibas død, flyttede han til Sverige.